# Betty Siegel
Betty L. Siegel (n. 24 ianuarie 1931, Cumberland⁠(d), Kentucky, SUA – d. 11 februarie 2020) a fost o scriitoare și educatoare americană. A fost președinte al ”Universității de Stat Kennesaw” și prima femeie președinte a sistemului universitar din Georgia, ocupând această poziție timp de 25 de ani, făcând-o cea mai longevivă femeie președinte a unei universități de stat din Statele Unite, între 1981 și 2006. Betty s-a născut în Cumberland, Kentucky .
Betty a murit pe 11 februarie 2020 în Kennesaw, Georgia, la vârsta de 89 de ani.